# Wu Han (dinastía Han)
Wu Han (en chino: 吳漢, siglo I a. C.-18 de junio de 44 d. C.), nombre de cortesía Ziyan (子顔), fue un general militar y político chino de la Dinastía Han Oriental que realizó grandes contribuciones a la restauración de la dinastía Han por parte del emperador Guangwu (Liu Xiu). Es considerado comúnmente como el mejor general de Guangwu, aunque también fue conocido por su crueldad hacia los civiles. Además, fue uno de los 28 generales de Yuntai (segundo lugar, detrás de Deng Yu).
Wu Han ayudó al Emperador Guangwu de Han a convocar tropas desde Youzhou, derrotando a diversas fuerzas rebeldes como los bandidos Tanxiang y los ladrones de las montañas Yexi. Eliminó sucesivamente a señores de la guerra separatistas como Zhu Wei, Liu Yong, Dong Xian y Gongsun Shu, contribuyendo finalmente a la unificación del imperio.

## Biografía

### Huida a Yuyang
En sus primeros años, Wu Han provenía de una familia pobre y sirvió como jefe de aldea en su condado natal (Condado de Wan, Comandería de Nanyang, Jingzhou). Tras un delito cometido por un huésped, perdió su registro familiar y huyó junto a Peng Chong (彭寵) a Yuyang (漁陽, aproximadamente la actual Pekín). En ese momento, Peng Chong servía en el ejército de Wang Yi, subordinado de Wang Mang en Luoyang. Al enterarse de que su hermano menor se había unido a las fuerzas Han y temiendo represalias, Peng Chong escapó con Wu Han a Yuyang, donde su padre había sido gobernador. Allí se ganaron la vida comerciando caballos entre Yan y Ji, estableciendo lazos con héroes locales.
En el primer año de Gengshi (23 d. C.), un enviado del Emperador Gengshi, Han Hong, supo que Peng Chong y Wu Han eran paisanos y había recibido recomendaciones sobre Wu Han. En consecuencia, nombró a Peng Chong General Adjunto y gobernador interino de Yuyang, y a Wu Han Magistrado de Anle.
Wu destacaba en tácticas militares, pero no en estrategias generales, sirviendo a menudo como ejecutor de las brillantes estrategias del emperador Guangwu. Se le reconocía por su arduo trabajo y falta de corrupción. También fue un firme opositor a los indultos, un hecho que más tarde citó el gran estadista de Shu Han, Zhuge Liang, al rechazar concederlos.

### Unión a Liu Xiu
En el primer año de Gengshi (23 d. C.), el Emperador Gengshi envió al Gran Mariscal interino Liu Xiu a pacificar Hebei. Mientras tanto, Wang Lang afirmó falsamente ser descendiente de la familia Liu y levantó un ejército en Handan. Al enterarse de que Liu Xiu era un anciano respetado, Wu Han convenció a Peng Chong de aliarse con Liu Xiu. Aunque los subordinados de Peng favorecían a Wang Lang, un erudito trajo noticias que desenmascaraban la identidad falsa de Wang Lang y la lealtad de los condados hacia Liu Xiu. Wu Han falsificó una proclama de Liu Xiu denunciando a Wang Lang como impostor, persuadiendo a Peng Chong y sus oficiales de su autenticidad.
Al mismo tiempo, el gobernador de Shanggu, Geng Kuang, también buscó unirse a Liu Xiu y envió a Kou Xun para aliarse con Peng Chong. Peng Chong movilizó 3.000 infantes y jinetes, designando a Wu Han como Secretario Jefe interino junto a su paisano Gai Yan y Wang Liang para marchar al sur y matar al general de Wang Lang, Zhao Hong.
Tras el regreso de Kou Xun, se unió a las fuerzas del general de la Comandería de Shanggu, Jing Dan, Kou Xun y Geng Yan para unir las fuerzas de Shanggu y Yuyang. Liderando la caballería e infantería de élite al sur, derrotaron al ejército de Wang Lang, decapitando a 30.000 enemigos y pacificando 22 condados, incluidos Zhuo, Zhongshan, Julu, Qinghe y Hejian. En el segundo año de Gengshi (24 d. C.), sus fuerzas se fusionaron con las de Liu Xiu en Guang’a, donde Liu Xiu nombró a Wu Han General Adjunto. Tras conquistar Handan de Wang Lang, Wu Han fue nombrado Marqués de Jianze.
Wu Han era de carácter sencillo y parco en palabras, incapaz de expresarse con elocuencia. Deng Yu y otros generales lo reconocían, pero lo recomendaban frecuentemente. Al ser convocado, ganó el favor de Liu Xiu y a menudo permaneció cerca de él.

### Protección de Hebei
En ese momento, grupos rebeldes como Tongma, Datong, Gaohu, Chonglian, Tiejing, Daqiang, Youlai, Shangjiang, Qingdu, Wuxiao, Wufan, Wulou, Fuping y Huosuo —que sumaban millones— saqueaban la región. Liu Xiu buscó convocar tropas desde Youzhou para suprimirlos. Consultando a Deng Yu a altas horas de la noche sobre un comandante adecuado, Deng Yu elogió la valentía y perspicacia estratégica de Wu Han, inigualables entre los generales. Por recomendación de Deng Yu, Liu Xiu lo nombró Gran General. Junto al recién nombrado Gran General Geng Yan, Wu Han fue enviado al norte con credenciales para movilizar caballería de élite de diez comanderías.
El gobernador de Youzhou bajo el emperador Gengshi, Miao Zeng, preparó secretamente sus fuerzas y ordenó a las comanderías desafiar la convocatoria de Wu Han. Wu Han cabalgó rápidamente a Wuzhong con veinte jinetes, sorprendiendo a Miao Zeng durante una salida de bienvenida. Ordenó a su caballería decapitar a Miao Zeng, tomando sus tropas y haciendo que las ciudades se rindieran por temor. Luego reunió fuerzas regionales, marchó al sur para encontrarse con Liu Xiu en Qingyang y presentó el registro de tropas. Inicialmente, los generales dudaban que compartiera sus fuerzas, pero tras entregar el registro, solicitaron tropas de él. Liu Xiu los reprendió sarcásticamente, dejándolos avergonzados.
Insatisfecho con el director de los Secretarios del emperador Gengshi, Xie Gong, Liu Xiu aprovechó su ausencia combatiendo rebeldes. Ordenó a Wu Han y Cen Peng asaltar la ciudad de Ye. Wu Han envió a un retórico para persuadir al gobernador de la Comandería de Wei, Chen Kang, quien quedó a cargo, de rendirse. Chen Kang arrestó a la esposa, hijos y al Gran General Liu Qing de Xie Gong. Derrotado en Longlü y sin saber de la defección de Chen Kang, Xie Gong entró en la ciudad con unos cientos de jinetes, solo para ser capturado y ejecutado personalmente por Wu Han.
En el primer año de Jianwu (25 d. C.), Liu Xiu marchó al norte contra las fuerzas rebeldes. Wu Han a menudo lideraba 5.000 jinetes de élite como vanguardia, siendo el primero en romper las defensas de las ciudades. Durante una batalla al norte de Shunshui, Liu Xiu persiguió al enemigo imprudentemente tras una victoria, pero sufrió una derrota y su destino quedó brevemente desconocido. Mientras los generales vacilaban, Wu Han los reunió diciendo: “¡Todos luchen! El sobrino del emperador Xiao está en Nanyang, ¿por qué temer perder un líder?” El pánico del ejército se calmó tras días. Tras la huida de los rebeldes a Yuyang, Liu Xiu envió a Wu Han con Geng Yan, Chen Jun, Ma Wu, Jing Dan, Gai Yan, Zhu Hu, Pi Tong, Geng Chun, Liu Zhi, Cen Peng, Zhai Zun, Jian Tan y Wang Ba —doce generales— para perseguirlos. En Lu Este y Pinggu, aplastaron al enemigo, persiguiéndolos sin descanso entre Wuzhong y Tuyin en Youbeiping, regresando desde Junmi. Los rebeldes restantes se dispersaron en Liaoxi y Liaodong, donde fueron casi exterminados por los Wuhuan y los pueblos Mo.
Cuando Hebei fue pacificado, Wu Han y los generales presentaron mapas y gráficos, proclamando a Liu Xiu emperador. El día Ji Si del sexto mes (22 de julio), Guangwu ascendió al trono. Pretendiendo nombrar al General Pingdi Sun Xian como Gran Mariscal según una profecía, enfrentó oposición. Un decreto pidió nominaciones, y los ministros recomendaron solo a Wu Han y Jing Dan. Guangwu, citando el papel de Wu Han en la estrategia y su eliminación de Miao Zeng y Xie Gong, lo eligió como Gran Mariscal, nombrando a Jing Dan General de Caballería Ágil. El día Ren Wu del séptimo mes (28 de agosto), Wu Han fue oficialmente nombrado Gran Mariscal y renombrado Marqués de Wuyang.
Liu quedó impresionado por la destreza de Wu en el campo de batalla y lo convirtió en uno de sus generales clave. Tras declararse emperador en 25 d. C., nombró a Wu comandante de las fuerzas armadas (大司馬, da sima) —uno de los tres cargos más importantes del gobierno imperial—. El gran ascenso de Wu, quien había sido subordinado de Peng, mientras se ignoraba a Peng en los ascensos, contribuyó parcialmente a la eventual rebelión de Peng contra Guangwu en 26 d. C.

### Sometiendo Guandong
Posteriormente, Liu Xiu ordenó a Wu Han, junto al Gran General de Jianyi Zhu You, Fiscal de la Corte Cen Peng, General Derecho Wan Xiu, General Portador de Oro Jia Fu, General de Caballería Ágil Liu Zhi, General de Yanghua Jian Tan, General de Arqueros Acumulados Hou Jin, y Generales Adjuntos Feng Yi, Zhai Zun y Wang Ba —once generales— sitiar a Zhu Wei en Luoyang durante meses. El día Xin Mao del noveno mes (5 de noviembre), Zhu Wei, persuadido por Cen Peng, rindió la ciudad.
En el primer mes del segundo año de Jianwu (26 d. C.), Wu Han lideró al Gran Ministro Wang Liang, al Gran General de Jianyi Zhu You, al Gran General Du Mao, al General Portador de Oro Jia Fu, al General de Yanghua Jian Tan, al General Adjunto Wang Ba, al Comandante de Caballería Liu Long, Ma Wu y Yin Shi para derrotar decisivamente a los bandidos Tanxiang al este de Ye en el río Zhang, con más de 100.000 rindiéndose. El día Geng Chen del primer mes (22 de febrero), Guangwu envió emisarios con edictos sellados para enfeudar a los vasallos meritorios. Wu Han fue nombrado Marqués de Guangping, recibiendo los dominios de Guangping, Chizhang, Quzhou y Guangnian —cuatro condados—. El erudito Ding Gong argumentó que Deng Yu (Marqués de Liang) y Wu Han (Marqués de Guangping) con cuatro condados cada uno violaban el principio de tronco fuerte y ramas débiles, chocando con las normas legales. Guangwu replicó: “Nunca he oído de un vasallo arruinado por demasiada tierra.”
Luego, Wu Han lideró a los generales para atacar al bandido de las montañas Yexi, Li Boqing, y otros, llegando a Xiuwu en Henei, aplastando todas sus guarniciones. Guangwu visitó personalmente para elogiarlos. Ordenado a avanzar sobre Nanyang, Wu Han capturó Wan, Nieyang, Li, Rang y Xinye, luego marchó al sur, derrotando a Qin Feng en el río Huangyou. Sin embargo, la laxitud disciplinaria de Wu Han permitió a sus tropas saquear excesivamente. Deng Feng, General de Romper Bárbaros, al regresar a casa y enfurecido por el saqueo de Wu Han en Xinye, se rebeló, derrotó al ejército Han, tomó sus suministros y se atrincheró en Yuyang, aliándose con Dong Xin y otros. La rebelión fue sofocada solo al verano siguiente.
Más tarde, Wu Han y el General Adjunto Feng Yi aplastaron a los bandidos Wulou de Changcheng, incluido Zhang Wen, y luego triunfaron sobre Tongma y Wufan en Xin’an.
En el tercer año de Jianwu (27 d. C.), el día Jia Chen del primer mes intercalado, Wu Han siguió a Liu Xiu a Yiyang para someter a los restos de las Cejas Rojas. El día Bing Wu del mismo mes, se rindieron, ofreciendo el sello y la cinta del emperador Gao. En el segundo mes, Wu Han lideró al Gran General de Jianwei Geng Yan y al Gran General de Dientes de Tigre Gai Yan para derrotar y someter al ejército Qingdu al oeste de Zhi.
En el cuarto mes, comandó al General de Caballería Ágil Du Mao, al General de Ballestas Fuertes Chen Jun y a otros cinco generales para sitiar a Su Mao en Guangle. El general de Liu Yong, Zhou Jian reunió a más de 100.000 hombres para aliviar Guangle. Wu Han lideró caballería ligera para interceptar, pero fue derrotado, hiriéndose la rodilla y retirándose. Zhou Jian entró en la ciudad. Los generales instaron a Wu Han: “El enemigo es vasto y estás herido en cama; nuestras tropas entrarán en pánico.” Levantándose a pesar de sus heridas, Wu Han festejó a sus hombres, elevando la moral. Al día siguiente, Zhou Jian y Su Mao atacaron el campamento de Wu Han. Este desplegó unidades de élite —Huangtou, Wu He y otros— con más de 3.000 jinetes Wuhuan. Las fuerzas de Zhou Jian colapsaron y huyeron a la ciudad. Wu Han persiguió, asaltó las puertas y los derrotó; Su Mao y Zhou Jian escaparon. Tras la victoria, Wu Han dejó a Du Mao y Chen Jun para mantener Guangle, liderando sus tropas para ayudar a Gai Yan a sitiar a Liu Yong en Suiyang. En el séptimo mes, con la comida de Suiyang agotada, Liu Yong, Su Mao y Zhou Jian huyeron a Qian, donde Qingwu mató a Liu Yong en ruta. Ambas ciudades se rindieron.
En el cuarto año de Jianwu (28 d. C.), Wu Han, con Chen Jun y el ex General Wang Liang, derrotó a los bandidos Wuxiao en Linping, los persiguió hasta Jishan en la Comandería de Dong y los aplastó. Luego atacó Changzhi en Qinghe y a los bandidos Wuli en Pingyuan, pacificando ambos. En ese momento, cinco clanes en el condado de Ge expulsaron a su magistrado, tomando la ciudad en rebelión. Los generales compitieron por atacar, pero Wu Han se negó, declarando: “La rebelión en Ge proviene de la culpa del magistrado. Quien avance temerariamente será ejecutado.” Envió una proclama a la comandería, ordenando encarcelar al magistrado y disculpándose con la ciudad. Los cinco clanes se regocijaron y se rindieron. Los generales se maravillaron: “Tomar una ciudad sin luchar, más allá de lo común.” Cuando los héroes de la montaña Tai se aliaron con Zhang Bu, Wu Han recomendó al General de Ballestas Fuertes Chen Jun como gobernador de la montaña Tai, derrotando a las fuerzas de Zhang Bu y pacificando la región. En el segundo mes del quinto año de Jianwu (29 d. C.), Wu Han, con el Gran General de Jianwei Geng Yan y el General de Lealtad Han Wang Chang, derrotó y sometió a los bandidos Fuping y Huosuo en Pingyuan.
En el tercer mes, el General Pingdi Pang Meng se rebeló, mató al gobernador de la Comandería de Chu, Sun Meng, y se unió a Dong Xian en el este. En el sexto mes, Qin Feng se rindió a Zhu Hu, pero Wu Han acusó a Zhu Hu de desobedecer al aceptarlo. Liu Xiu ejecutó solo a Qin Feng, perdonando a Zhu Hu. Pang Meng, Su Mao y Jiao Qiang sitiaron Taocheng. Liu Xiu los combatió personalmente mientras Wu Han, estacionado en la Comandería de Dong, fue convocado, rompiendo al enemigo. Esa noche, Pang Meng, Su Mao y Jiao Qiang abandonaron su equipaje y huyeron. Dong Xian dio a Liu Yu decenas de miles de tropas para guarnecer Changlü, mientras él mantenía Xinyang con fuerzas de élite. Wu Han lo derrotó, forzándolo a retroceder a Changlü. Avanzando para sitiar, Wu Han aterrorizó a Dong Xian, quien convocó a los restos de Wuxiao a Jianyan. Liu Xiu se mantuvo firme, negándose a combatir. Los Wuxiao se quedaron sin comida y se dispersaron. Liu Xiu entonces sitió a Dong Xian, rompiéndolos tras tres días. En el octavo mes, Wu Han los persiguió. Jiao Qiang se rindió con sus hombres, Su Mao huyó a Zhang Bu, y Dong Xian y Pang Meng escaparon a la montaña Zeng, entrando luego en la ciudad de Tan con ayuda de subordinados. Pronto, Wu Han capturó Tan; el soldado de Liu Yu, Gao Hu, decapitó a Liu Yu para rendirse, pacificando Liang. Wu Han luego sitió a Dong Xian y Pang Meng en Qu. En la primavera del sexto año de Jianwu (30 d. C.), con el grano de la ciudad agotado, Dong Xian y Pang Meng escaparon, atacando Gan’yu pero fueron repelidos por el gobernador de Langya, Chen Jun, huyendo a los pantanos. En el segundo mes, Wu Han tomó Qu. Dong Xian, viendo a su familia capturada, intentó rendirse pero fue asesinado por el lugarteniente de Wu Han, Han Zhan, en Fangyu. Shandong quedó completamente sometido, y Wu Han regresó a la capital.

### Ordenado a conquistar Shu
En el quinto mes, Wei Xiao se rebeló, y Wu Han fue encargado de guardar Chang’an. Ese año, Lu Fang se rebeló; Wu Han y el General de Caballería Ágil Du Mao lo atacaron repetidamente pero fallaron.
En el octavo año de Jianwu (32 d. C.), Guangwu lideró personalmente una campaña contra Wei Xiao. Wu Han y el Gran General de Zhengnan Cen Peng sitiaron a Wei Xiao en Xicheng. Ignorando el consejo de Guangwu de reducir tropas excedentes, Wu Han presionó el ataque, pero la escasez de comida llevó a deserciones. En el undécimo mes, Cen Peng represó un valle para inundar Xicheng. Antes de que el agua subiera un zhang, los generales de Wei Xiao, Xing Xun y Zhou Zong, llegaron con refuerzos de Gongsun Shu de Shu. Cen Peng cubrió la retaguardia mientras Wu Han y otros se retiraban. En el sexto mes del noveno año de Jianwu (33 d. C.), Wu Han lideró al Gran General de Hengye Wang Chang, al Gran General de Jianyi Zhu You, al General de Sometimiento de Bárbaros Wang Ba y al General de Romper Traición Hou Jin —cuatro generales con más de 50.000 hombres— para atacar a los generales de Lu Fang, Jia Lan y Min Kan, en Gaoliu. Los Xiongnu enviaron caballería para ayudar a Lu Fang; los carros de Wu Han se atascaron en la lluvia, y la batalla flaqueó, forzando una retirada a Luoyang. En el primer mes del décimo año de Jianwu (34 d. C.), Wu Han, con Wang Ba, Wang Chang, Zhu You y Hou Jin, lideró 60.000 tropas de regreso a Gaoliu contra Jia Lan. El General Sureño Izquierdo de los Xiongnu envió miles de jinetes para asistir; Wang Ba y otros los derrotaron en Pingcheng. Regresando vía Yanmen, Wu Han y Du Mao atacaron al general de Lu Fang, Yin You, en Gu y Fanzhi, pero fallaron.
En el duodécimo mes del undécimo año de Jianwu (35 d. C.), Wu Han lideró al Gran General de Zhengnan Cen Peng con una fuerza naval para conquistar al Gongsun Shu de Shu. Cen Peng rompió Jingmen, avanzando profundamente en Jiangguan. Wu Han se quedó en Yiling, equipando barcos de remos y liderando 30.000 tropas de Nanyang y conscriptos río arriba. Cuando Cen Peng fue asesinado, Wu Han asumió el mando total.
En el primer mes del duodécimo año de Jianwu (36 d. C.), Wu Han luchó contra Wei Dang y Gongsun Yong en el vado de Yufu, derrotándolos, sitiando Wuyang y aniquilando a los 5.000 refuerzos del yerno de Gongsun Shu, Shi Xing, matándolo. Entrando en Jianwei, Wu Han tomó Guangdu, envió caballería ligera para quemar el puente de Chengdu y sometió todas las ciudades menores al este de Wuyang. En el noveno mes, ignorando las órdenes de Guangwu de mantener Guangdu y evitar imprudencias, Wu Han avanzó con 20.000 hombres a Chengdu, acampando al norte del río a diez li de la ciudad, mientras el General Adjunto de Wuxi Liu Shang acampó al sur del río con más de 10.000, a veinte li de distancia. Guangwu, alarmado, envió un edicto de reprimenda, pero antes de que llegara, Wu Han fue derrotado y sitiado por Xie Feng y Yuan Ji. Reuniendo a sus hombres, Wu Han mantuvo el campamento tres días, rompió el cerco y mató al Gran Ministro de Gongsun Shu, Xie Feng, y al General Portador de Oro Yuan Ji. Retrocediendo a Guangdu, dejó a Liu Shang para contener al enemigo, enviando un memorial autocrítico. Más tarde, luchando entre Chengdu y Guangdu, ganó ocho batallas. Gongsun Shu consultó a Yan Cen, quien instó a dispersar riquezas para reunir más de 5.000 tropas juradas a muerte. Yan Cen fingió un desafío en el puente del mercado, mientras Gongsun Shu emboscó la retaguardia de Wu Han. Wu Han cayó al agua, escapando aferrado a la cola de su caballo. En el undécimo mes, con los suministros menguando, Wu Han planeó una retirada por el río pero fue disuadido por Zhang Kan. El día Wu Yin (24 de diciembre), las fuerzas del General de Ayuda Poderosa Zang Gong llegaron a Xianmen. Yan Cen luchó contra Zang Gong desde el amanecer hasta el anochecer, ganando tres choques, pero sus tropas hambrientas flaquearon. Wu Han atacó, enviando a los Protectores Gao Wu y Tang Han con decenas de miles de tropas de élite contra Gongsun Shu. Gao Wu apuñaló a Shu en el pecho; Shu cayó de su caballo, entregó sus tropas a Yan Cen y murió esa noche. A la mañana siguiente, Yan Cen se rindió. El día Xin Si (27 de diciembre), Chengdu cayó. Zhang Kan entró primero, inspeccionó el tesoro sin tomar nada y consoló a la gente. Las tropas de Wu Han entraron entonces, masacraron, saquearon, quemaron los palacios de Gongsun Shu y exterminaron a los clanes de Gongsun Shu y Yan Cen. Enfurecido, Liu Xiu emitió un decreto condenando a Wu Han.

### Últimos años
En el primer mes del decimotercer año de Jianwu (37 d. C.), Wu Han lideró tropas río abajo a Wan. Un decreto le permitió visitar la tumba familiar, otorgándole 20.000 hu de grano. En el cuarto mes, regresó a la capital, donde Guangwu festejó a las tropas y recompensó sus méritos.
En el decimoquinto año de Jianwu (39 d. C.), Wu Han, con el General de Elevar Poder Ma Cheng y el General de Capturar Bárbaros Ma Wu, marchó al norte contra los Xiongnu, reubicando a más de 60.000 personas de Yanmen, la Comandería de Dai y Shanggu al este de los pasos Juyong y Changshan. Tras pacificar Shu, Wu Han había solicitado enfeudar a los príncipes, pero Guangwu se negó. Persistió hasta el tercer mes, cuando Guangwu consultó a la corte y accedió.
En el segundo mes del decimoctavo año de Jianwu (42 d. C.), el General de la Comandería de Shu, Shi Xin, se rebeló en Chengdu, proclamándose Gran Mariscal. Atacó al gobernador Zhang Mu, quien huyó por las murallas a Guangdu. Shi Xin emitió proclamas a los condados; Yang Wei de Dangqu y Xu Rong de Qutu reunieron miles en apoyo. Guangwu, notando el pasado de Shi Xin como protector de Cen Peng y su experiencia militar, envió a Wu Han con Liu Shang y el Gran Noble del Palacio Zang Gong, liderando más de 10.000 hombres, para suprimirlo. Wu Han entró en Wudu, reunió tropas de Guanghan, Ba y las Comanderías de Shu, y sitió Chengdu por más de cien días. En el séptimo mes, la ciudad cayó, y Shi Xin fue ejecutado. Wu Han navegó río abajo, sometió la Comandería de Ba e intimidó a Yang Wei y Xu Rong para que se dispersaran. Ejecutó a más de 200 líderes rebeldes y reubicó a cientos de sus aliados a las Comanderías de Nan y Changsha antes de regresar.
En el vigésimo año de Jianwu (44 d. C.), Wu Han enfermó gravemente. Guangwu lo visitó, preguntándole sus últimas palabras. Wu Han respondió: “Soy demasiado necio para saber mucho, pero ruego a Su Majestad que sea cauteloso con los indultos.” El día Xin Hai del quinto mes (18 de junio), murió. Un decreto lo lloró, otorgándole el título póstumo de Marqués de Lealtad, con su funeral modelado según el del Gran General Huo Guang.

## Comentarios
Un gran defecto de Wu fue, como se señaló, su crueldad hacia los civiles, y sus soldados carecían de disciplina en cuanto al saqueo. En 26 d. C., por ejemplo, mientras Wu Han lideraba sus fuerzas por la Comandería de Nanyang (aproximadamente la moderna Nanyang, Henan), sus soldados saquearon frecuentemente a la población. En ese momento, uno de los otros generales del emperador Guangwu, Deng Feng (鄧奉), oriundo de Nanyang, estaba de vacaciones en la comandería. Tan indignado por la crueldad de Wu, lideró una revuelta popular. Un ejemplo más destacado de su crueldad ocurrió en 36 d. C., cuando las fuerzas Han, comandadas por Wu, capturaron Chengdu, la capital del estado separatista de Chengjia de Gongsun Shu, para reunificar finalmente el imperio. Chengdu se rindió tras la muerte de Gongsun por heridas de batalla durante el asedio. Dos días después, Wu ordenó repentinamente que los clanes Gongsun y Yan (el clan del general de Gongsun, Yan Cen (延岑)) fueran masacrados hasta el último niño, y que sus soldados saquearan la ciudad y quemaran el palacio de Gongsun. Muchos civiles fueron violados o asesinados durante el pillaje. Aparte de un edicto reprendiendo a Wu y a su adjunto Liu Shang (劉尚), el emperador Guangwu permitió que las acciones de Wu quedaran impunes.
Registros históricos y eruditos posteriores han ofrecido perspectivas variadas sobre la carrera y acciones de Wu Han:
Liu Xiu: “Wu Gong apenas es satisfactorio, sin embargo, se alza como un estado enemigo.”
Fan Ye en 《Hou Han Shu》: “Desde la era Jianwu, Wu Han ocupó consistentemente el cargo más alto, querido de principio a fin, probablemente por su simplicidad y fuerza. Confucio dijo: ‘Resuelto, firme y sencillo —esto está cerca de la benevolencia.’ ¿No podría esto describir a Han? Una vez, la astucia de Chen Ping generó sospechas, mientras que la lealtad simple de Zhou Bo ganó confianza. Cuando la justicia no une, los ingeniosos son dudados por su exceso, y los simples confiados por su falta.”
Zhu Xi: “Los generales antiguos famosos que lograron renombre fueron todos cautelosos y meticulosos, por eso triunfaron. Como Wu Han y Zhu Ran, siempre vigilantes como si enfrentaran al enemigo. Uno debe emular esto para prevalecer.”

## Familia
|                           |                           |                           |                           |                           |                           |  |  |                                           |                                           |                                           |                                           |                                           |                                           |  |  |                              |                           |                           |                           |                           |                           |  |  |  |  |  |  |  |  |  |  |  |  |  |  |  |  |  |  |
|                           |                           |                           |                           |                           |                           |  |  |                                           |                                           |                                           |                                           |                                           |                                           |  |  |                              |                           |                           |                           |                           |                           |  |  |  |  |  |  |  |  |  |  |  |  |  |  |  |  |  |  |
| Wu Wei                    | Wu Wei                    | Wu Wei                    | Wu Wei                    | Wu Wei                    | Wu Wei                    |  |  | Marqués de la Lealtad de Guangping Wu Han | Marqués de la Lealtad de Guangping Wu Han | Marqués de la Lealtad de Guangping Wu Han | Marqués de la Lealtad de Guangping Wu Han | Marqués de la Lealtad de Guangping Wu Han | Marqués de la Lealtad de Guangping Wu Han |  |  | Marqués de Baoqin Wu Xi      | Marqués de Baoqin Wu Xi   | Marqués de Baoqin Wu Xi   | Marqués de Baoqin Wu Xi   | Marqués de Baoqin Wu Xi   | Marqués de Baoqin Wu Xi   |  |  |  |  |  |  |  |  |  |  |  |  |  |  |  |  |  |  |
| Wu Wei                    | Wu Wei                    | Wu Wei                    | Wu Wei                    | Wu Wei                    | Wu Wei                    |  |  | Marqués de la Lealtad de Guangping Wu Han | Marqués de la Lealtad de Guangping Wu Han | Marqués de la Lealtad de Guangping Wu Han | Marqués de la Lealtad de Guangping Wu Han | Marqués de la Lealtad de Guangping Wu Han | Marqués de la Lealtad de Guangping Wu Han |  |  | Marqués de Baoqin Wu Xi      | Marqués de Baoqin Wu Xi   | Marqués de Baoqin Wu Xi   | Marqués de Baoqin Wu Xi   | Marqués de Baoqin Wu Xi   | Marqués de Baoqin Wu Xi   |  |  |  |  |  |  |  |  |  |  |  |  |  |  |  |  |  |  |
|                           |                           |                           |                           |                           |                           |  |  |                                           |                                           |                                           |                                           |                                           |                                           |  |  |                              |                           |                           |                           |                           |                           |  |  |  |  |  |  |  |  |  |  |  |  |  |  |  |  |  |  |
| Marqués de Anyang Wu Tong | Marqués de Anyang Wu Tong | Marqués de Anyang Wu Tong | Marqués de Anyang Wu Tong | Marqués de Anyang Wu Tong | Marqués de Anyang Wu Tong |  |  | Marqués Aiping de Guangping Wu Cheng      | Marqués Aiping de Guangping Wu Cheng      | Marqués Aiping de Guangping Wu Cheng      | Marqués Aiping de Guangping Wu Cheng      | Marqués Aiping de Guangping Wu Cheng      | Marqués Aiping de Guangping Wu Cheng      |  |  | Marqués de Xincai Wu Guo     | Marqués de Xincai Wu Guo  | Marqués de Xincai Wu Guo  | Marqués de Xincai Wu Guo  | Marqués de Xincai Wu Guo  | Marqués de Xincai Wu Guo  |  |  |  |  |  |  |  |  |  |  |  |  |  |  |  |  |  |  |
| Marqués de Anyang Wu Tong | Marqués de Anyang Wu Tong | Marqués de Anyang Wu Tong | Marqués de Anyang Wu Tong | Marqués de Anyang Wu Tong | Marqués de Anyang Wu Tong |  |  | Marqués Aiping de Guangping Wu Cheng      | Marqués Aiping de Guangping Wu Cheng      | Marqués Aiping de Guangping Wu Cheng      | Marqués Aiping de Guangping Wu Cheng      | Marqués Aiping de Guangping Wu Cheng      | Marqués Aiping de Guangping Wu Cheng      |  |  | Marqués de Xincai Wu Guo     | Marqués de Xincai Wu Guo  | Marqués de Xincai Wu Guo  | Marqués de Xincai Wu Guo  | Marqués de Xincai Wu Guo  | Marqués de Xincai Wu Guo  |  |  |  |  |  |  |  |  |  |  |  |  |  |  |  |  |  |  |
|                           |                           |                           |                           |                           |                           |  |  |                                           |                                           |                                           |                                           |                                           |                                           |  |  |                              |                           |                           |                           |                           |                           |  |  |  |  |  |  |  |  |  |  |  |  |  |  |  |  |  |  |
|                           |                           |                           |                           |                           |                           |  |  | Marqués de Yanyang Wu Dan                 | Marqués de Yanyang Wu Dan                 | Marqués de Yanyang Wu Dan                 | Marqués de Yanyang Wu Dan                 | Marqués de Yanyang Wu Dan                 | Marqués de Yanyang Wu Dan                 |  |  | Marqués de Pingchun Wu Xu    | Marqués de Pingchun Wu Xu | Marqués de Pingchun Wu Xu | Marqués de Pingchun Wu Xu | Marqués de Pingchun Wu Xu | Marqués de Pingchun Wu Xu |  |  |  |  |  |  |  |  |  |  |  |  |  |  |  |  |  |  |
|                           |                           |                           |                           |                           |                           |  |  | Marqués de Yanyang Wu Dan                 | Marqués de Yanyang Wu Dan                 | Marqués de Yanyang Wu Dan                 | Marqués de Yanyang Wu Dan                 | Marqués de Yanyang Wu Dan                 | Marqués de Yanyang Wu Dan                 |  |  | Marqués de Pingchun Wu Xu    | Marqués de Pingchun Wu Xu | Marqués de Pingchun Wu Xu | Marqués de Pingchun Wu Xu | Marqués de Pingchun Wu Xu | Marqués de Pingchun Wu Xu |  |  |  |  |  |  |  |  |  |  |  |  |  |  |  |  |  |  |
|                           |                           |                           |                           |                           |                           |  |  |                                           |                                           |                                           |                                           |                                           |                                           |  |  | Marqués de Pingchun Wu Sheng |                           |                           |                           |                           |                           |  |  |  |  |  |  |  |  |  |  |  |  |  |  |  |  |  |  |

### Hermanos
- Wu Wei (吳尉): Hermano mayor de Wu Han, murió en batalla durante campañas; su hijo Wu Tong (吳彤) fue enfeudado como Marqués de Anyang.
- Wu Xi (吳翕): Hermano menor de Wu Han, enfeudado como Marqués Baoqin por los grandes méritos de Wu Han.
- Wu Yan (吳演): Cuarto hermano de Wu Han, Gran General; la línea de su hijo Wu Dan (吳丹) terminó sin herederos.

### Hijos
- Wu Cheng (吳成): Nombre de cortesía Qiyang, heredó el título de Wu Han tras su muerte. Nombrado póstumamente Marqués Aiping; en el vigésimo octavo año de Jianwu (52 d. C.), su marquesado se dividió en tres. Su hijo Wu Dan fue enfeudado como Marqués de Yanyang,[Nota 2] continuando la línea de Wu Han, pero murió sin herederos, terminando su dominio. El hermano de Wu Dan, Wu Xu (吳盱), fue enfeudado como Marqués de Zhuyang,[Nota 2] trasladado luego a Marqués de Pingchun en el octavo año de Jianchu (83 d. C.), continuando la línea tras la muerte de Wu Dan. Tras la muerte de Wu Xu, Wu Sheng (吳胜) heredó el título.
- Wu Guo (吳國): Hermano de Wu Cheng, enfeudado como Marqués de Xincai en el vigésimo octavo año de Jianwu,[Nota 2] detalles de sus descendientes poco claros.

### Sobrinos
- Wu Tong (吳彤): Hijo de Wu Wei, heredó el título de Marqués de Anyang.
- Wu Anguo (吳安國): Hijo de Wu Xi, enfeudado como marqués, reubicado en Jiangdong.
- Wu Dan (吳丹): Hijo de Wu Yan, su línea terminó sin herederos.

### Nietos
- Herederos de Wu Cheng: Hijo mayor Wu Dan, segundo hijo Wu Xu, tercer hijo Wu Xuan (吳宣), cuarto hijo Wu Xin (吳昕).

### Bisnietos
- Wu Sheng (吳勝): También conocido como Wu Rusheng (吳如勝), hijo de Wu Xu, segundo Marqués de Pingchun; compiló la genealogía familiar Wu, padre de dos hijos: mayor Wu Yunzuo (吳允佐), segundo Wu Yuncheng (吳允承).

### Tataranietos
- Wu Yuncheng: En el segundo año de Yongxing, el gobernador de la Comandería de Wu, Mi Bao, construyó el Templo Wu Taibo, solicitando a la corte encontrar descendientes de Wu para supervisar sus ritos. Wu Sheng presentó el 《世系》 familiar. El emperador Huan de Han, impresionado, ordenó a oficiales como el Gran Comandante Huang Qiong enfeudar al segundo hijo de Wu Sheng, Wu Yuncheng, como Marqués de Servicio Ritual, reubicándolo a la Comandería de Wu para gestionar el templo. Tras su muerte, fue titulado póstumamente Marqués Wenxiao; su hijo Wu Tang (alias Wu Tuo, nombre de cortesía Wenzhi) heredó el título y deberes. Wu Tang, al morir, fue titulado Marqués Liang; su hijo Wu Xiongqing (nombre de cortesía Yingzhi) lo sucedió, y la familia prosperó en las eras Wei y Jin.

## Legado
Por sus logros, Wu fue nombrado Marqués de Guangping por el emperador Guangwu. Al morir en 44 d. C., Guangwu ordenó que fuera enterrado con los mismos honores otorgados al gran estadista del Han Occidental, Huo Guang.

## Influencia

### Leyendas
- El folclore vincula a los 28 Generales de la Terraza de las Nubes con las Veintiocho Mansiones Lunares, asociando a Wu Han con Kang Jin Long (Dragón del Cuello).
- La obra tradicional 《吳漢殺妻》 retrata a Wu Han como yerno de Wang Mang, instado por su madre a matar a su esposa para seguir a Liu Xiu, solo para que ella lo escuche y se suicide. Esto contradice la historia, desmentido por Deng Tuo.[27]

### Cine y televisión
- En Singing All Along, Cai Heng interpreta a Wu Han.

## Otras referencias
- Rafe de Crespigny (2006). A Biographical Dictionary of Later Han to the Three Kingdoms (23–220 AD) - Diccionario Biográfico de Han Posterior a los Tres Reinos (23-220 d. C.). Brill. pp. 867-. ISBN 978-9047411840.

- Historias oficiales: 
  - 《後漢書·吳蓋陳臧列傳第八》(Historia de Han Oriental, vol. 18)
  - 《後漢纪·光武皇帝紀》(Anales de los Han Posteriores)
  - 《資治通鑑·漢纪》(Zizhi Tongjian)

- Otros: 
  - Conversiones entre el calendario gregoriano y el calendario chino en este artículo hacen referencia al Sitio Web de Conversión de Calendarios de Dos Milenios de Academia Sinica (en chino).

- Datos: Q712348
- Multimedia: Wu Han (Han dynasty) / Q712348